# Route européenne 402
Pour les articles homonymes, voir E402 et Route 402.
La route européenne 402 (E402) est une route reliant Calais au Mans (France) en passant par Rouen.

## Tracé

### France
Le tracé de la route européenne 402 se déroule intégralement en France, où elle relie Calais au Mans en passant par Rouen. Elle se confond avec :
- A16 de Calais à Abbeville en passant par Boulogne-sur-Mer ;
- A28 d'Abbeville à Quincampoix en passant par Neufchâtel-en-Bray ;
- N 28 de Quincampoix à Rouen ;
- A13 de Rouen à Bourg-Achard ;
- A28 de Bourg-Achard au Mans en passant par Bernay et Alençon.